# President Quirino
President Quirino est une localité de la province de Sultan Kudarat, aux Philippines. En 2015, elle compte 41 408 habitants.